# Madrasostes sumatranum
Madrasostes sumatranum är en skalbaggsart som beskrevs av Renaud Maurice Adrien Paulian 1992. Madrasostes sumatranum ingår i släktet Madrasostes och familjen Hybosoridae. Inga underarter finns listade i Catalogue of Life.